# Teresa Giménez Barbat
María Teresa Giménez Barbat (ur. 4 czerwca 1955 w Barcelonie) – hiszpańska antropolog, publicystka i polityk, deputowana do Parlamentu Europejskiego VIII kadencji.

## Życiorys
Absolwentka antropologii na Uniwersytecie Barcelońskim, kształciła się także na Uniwersytecie Autonomicznym w Barcelonie. Zatrudniona w branży zarządzania zasobami ludzkimi, zajęła się także działalnością publicystyczną. Organizatorka i działaczka stowarzyszeń racjonalistów i humanistów.
Była związana z ugrupowaniem Obywatele, następnie dołączyła do ugrupowania Związek, Postęp, Demokracja, pełniąc różne funkcje w jego strukturach. W 2009 kandydowała z ramienia tej partii do Parlamentu Europejskiego. Ponownie wystartowała do PE w wyborach w 2014 kandydował z ramienia tej partii do Parlamentu Europejskiego. Mandat eurodeputowanej objęła 25 listopada 2015, gdy z zasiadania w PE zrezygnował Fernando Maura. Dołączyła do frakcji Porozumienia Liberałów i Demokratów na rzecz Europy.